# Paula Botet
Paula Botet, född 19 december 2000 i Sallanches, Haute-Savoie, är en fransk skidskytt.

## Karriär
2023 tog Botet brons i europamästerskapen i skidskytte i singelmixstafetten tillsammans med Emilien Claude. Botet debuterade i världscupen 2022 men har framförallt tävlat i IBU-cupen. Den 9 januari 2025 vann hon sin första världscuptävling när hon tog hem segern i sprinttävlingen.